# Economische Commissie voor Europa
De Economische Commissie voor Europa (UNECE, dat in het Engels staat voor United Nations Economic Commission for Europe) is een van de vijf regionale organisaties van de Verenigde Naties, met als doel een duurzame economische groei te bevorderen in haar lidstaten. De UNECE werd in 1947 opgericht door de ECOSOC. De zetel bevindt zich in het Palais des Nations in het Zwitserse Genève.
De organisatie kent momenteel 56 lidstaten, waarvan de meeste in Europa gevestigd zijn, met ook landen uit Azië en Noord-Amerika. Sommige Euraziatische en niet-Europese landen die lid zijn van UNECE zijn Rusland, de Verenigde Staten van Amerika, Canada en Israël.
De commissie staat onder meer in voor het vastleggen van Europese wegen. In het kader van de commissie werd ook in 1992 het Waterverdrag van Helsinki afgesloten, voluit de Convention on the Protection and Use of Transboundary Watercourses and International Lakes. Het verdrag regelt de waterbeheerplannen voor grensoverschrijdende waterwegen, met name Schelde, Maas en Rijn.

## Lidstaten

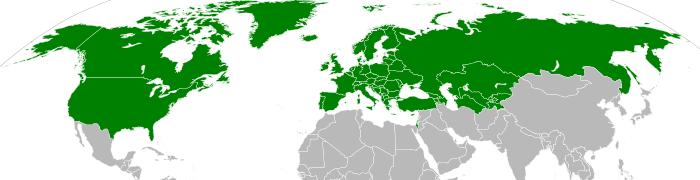
Lidstaten van Europese economische commissie van de Verenigde Naties

(stand per januari 2021)
- Albanië
- Andorra
- Armenië
- Azerbeidzjan
- België
- Bosnië en Herzegovina
- Bulgarije
- Canada
- Cyprus
- Denemarken
- Duitsland
- Estland
- Finland
- Frankrijk
- Georgië
- Griekenland
- Hongarije
- Ierland
- IJsland
- Israël
- Italië
- Kazachstan
- Kirgizië
- Kroatië
- Letland
- Liechtenstein
- Litouwen
- Luxemburg
- Malta
- Moldavië
- Monaco
- Montenegro
- Nederland
- Noord-Macedonië
- Noorwegen
- Oekraïne
- Oezbekistan
- Oostenrijk
- Polen
- Portugal
- Roemenië
- Rusland
- San Marino
- Servië en Montenegro
- Slowakije
- Slovenië
- Spanje
- Tadzjikistan
- Tsjechië
- Turkije
- Turkmenistan
- Verenigd Koninkrijk
- Verenigde Staten
- Wit-Rusland
- Zweden
- Zwitserland